# District de Yandu
Le district de Yandu (盐都区 ; pinyin : Yándū Qū) est une subdivision administrative de la province du Jiangsu en Chine. Il est placé sous la juridiction de la ville-préfecture de Yancheng.